# 蒙特勒伊叙托南斯
蒙特勒伊叙托南斯（法語：Montreuil-sur-Thonnance，法語發音：[mɔ̃tʁœj syʁ tɔnɑ̃s]，意为“托南斯上方的蒙特勒伊”）是法国上马恩省的一个市镇，属于圣迪济耶区。该市镇总面积8.09平方公里，2009年时的人口为69人。

## 地名
与通常在法语地名中表示“在……河畔”之意的“sur”不同，该地名Montreuil-sur-Thonnance中的“sur”意为“在……上方”，表示名为蒙特勒伊（Montreuil）的该地与托南斯（Thonnance）的位置关系，并以“托南斯上方的蒙特勒伊”之名区分其他的“蒙特勒伊”，且事实上在该地附近也并无“托南斯河”存在。

## 地理
蒙特勒伊叙托南斯（48°27'33"N, 5°14'10"E）面积8.09 平方千米，位于法国大東部大區上马恩省，该省份为法国东北部内陆省份，北起马恩省和默兹省，西接奥布省，西南接科多尔省，东南接上索恩省，东临孚日省。
与蒙特勒伊叙托南斯接壤的市镇（或旧市镇、城区）包括：安古兰库尔、埃凡库尔、奥讷勒瓦勒、庞塞、普瓦松、萨伊、苏珊库尔、托南斯莱茹安维尔。
蒙特勒伊叙托南斯的时区为UTC+01:00、UTC+02:00（夏令时）。

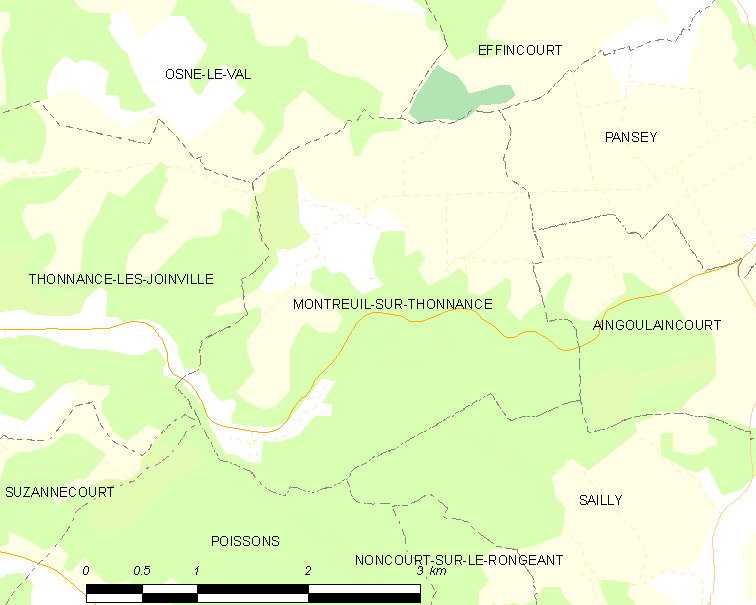
蒙特勒伊叙托南斯的OSM定位图

## 行政
蒙特勒伊叙托南斯的邮政编码为52230，INSEE市镇编码为52337。

## 政治
蒙特勒伊叙托南斯所属的省级选区为普瓦松县。

## 人口

1962-2008年间蒙特勒伊叙托南斯人口变化图示

蒙特勒伊叙托南斯于2022年1月1日时的人口数量为65人。